# Índice de yodo
El índice de yodo es una escala utilizada para definir un grado de insaturación de un compuesto orgánico que contiene enlaces diénicos o triénicos.

## Definición
Se define como los gramos de yodo que reaccionan con 100 gramos de materia grasa.

## Reacciones
```
C--C +   I
2
 ↔ IC-CI
C---C + 2I
2
 ↔ I
2
C-CI
2
```

Cada doble enlace presente en un mol de sustancia adiciona 2 * 126,9 = 253,8 g de yodo o, en su caso, 2 * 79,904 g de bromo.
En presencia de un triple enlace, la cantidad de halógeno adicionado es el doble del correspondiente al enlace doble  

## Determinación
En presencia de catalizador contenido en el reactivo de Wijs (Solución con aproximadamente 0.2N de monocloruro de yodo en ácido acético glacial) o el reactivo de Hanus (Solución 0.2N equimolecular de yodo y bromo en ácido acético glacial).
La metodología es la siguiente:
- Se pesan unos mg de muestra y se transfieren a un matraz con tetracloruro de carbono.
- Se adiciona un volumen conocido de reactivo de Wijs y se deja en oscuridad por media hora para completar la reacción de adición.
- Se valora el exceso de reactivo con solución normal de tiosulfato sódico en presencia de almidón soluble como indicador.
- La diferencia encontrada se multiplica por un factor (1.523) y se obtiene el número de yodo o índice de yodo que es los mg de yodo en 100gramos de muestra.

## Utilización
Este tipo de análisis químico se realiza profusamente en las industrias del aceite comestible, margarina y mantecas donde muestra el grado de insaturación del lípido, que es uno de los parámetros característicos de muchos triglicéridos. Por ejemplo:
- Aceite de palma   =  50 - 55
- Sebo de cerdo     =  40 - 55
- Aceite de oliva   =  75 - 95
- Aceite de soja    = 125 - 140
- Aceite de linaza  = 170 - 190
- Aceite de pescado = 130 - 200
- Aceite de Canola = 110 - 120

En la actualidad, en el sector de las grasas, las determinaciones se realizan de forma más práctica por medio de la cromatografía de gases, que discrimina los radicales ácidos que forman los triglicéridos. 
El índice de yodo, o de bromo, está correlacionado con el índice de refracción, medida sencilla y muy precisa que se lleva a cabo con ayuda de la refractometría.